# Liga de Tailandia 2018
La Liga de Tailandia 2018 es la 22.ª temporada de la Liga de Tailandia, la liga profesional tailandesa superior para clubes de fútbol, desde su establecimiento en 1996, también conocida como Toyota Thai League debido al patrocinio de Toyota. Un total de 18 equipos compitieron en la liga. La temporada empezó el 9 de febrero de 2018 y finalizó el 7 de octubre de 2018.
Buriram United es el campeón defensor, mientras Chainat Hornbill, Air Force United y Prachuap han ingresado como los equipos promovidos de la Liga 2 de Tailandia 2017.
La 1.ª ventana de transferencia es del 14 de noviembre de 2017 al 5 de febrero de 2018, mientras que la 2.ª ventana de transferencia es del 1 de junio de 2018 al 29 de junio de 2018.

## Equipos
| Equipo                | Provincia           | Estadio                        | Capacidad | Ref. |
| --------------------- | ------------------- | ------------------------------ | --------- | ---- |
| Air Force United      | Pathum Thani        | Thupatemi Estadio              | 20,000    |      |
| Bangkok Glass         | Pathum Thani        | Leo Estadio                    | 13,000    |      |
| Bangkok United        | Pathum Thani        | Thammasat Estadio              | 25,000    |      |
| Buriram United        | Buriram             | Chang #Arena                   | 32,600    |      |
| Chiangrai United      | Chiangrai           | Singha Estadio                 | 11,354    |      |
| Chainat Hornbill      | Chainat             | Khao Plong Estadio             | 12,000    |      |
| Chonburi              | Chonburi            | Chonburi Estadio               | 8,680     |      |
| SCG Muangthong United | Nonthaburi          | SCG Estadio                    | 14,890    |      |
| Nakhon Ratchasima     | Nakhon Ratchasima   | 80.º Estadio de Cumpleaños     | 24,641    |      |
| Navy                  | Chonburi            | Sattahip Navy Estadio          | 6,000     |      |
| Pattaya United        | Chonburi            | Nong Prue Estadio              | 5,500     |      |
| Police Tero           | Bangkok             | Boonyachinda Estadio           | 3,550     |      |
| Port                  | Bangkok             | PAT Estadio                    | 7,000     |      |
| PT Prachuap           | Prachuap Khiri Khan | Sam Ao Estadio                 | 2,700     |      |
| Ratchaburi Mitr Phol  | Ratchaburi          | Mitr Phol Estadio              | 10,000    |      |
| Sukhothai             | Sukhothai           | Thung Thalay Luang Estadio     | 8,000     |      |
| Suphanburi            | Suphanburi          | Suphan Buri Estadio provincial | 25,000    |      |
| Ubon UMT United       | Ubon Ratchathani    | UMT Estadio                    | 6,000     |      |

## Desarrollo

### Clasificación
| Pos. | Equipo                  | Pts. | PJ | G  | E  | P  | GF | GC | Dif. | Clasificación o descenso                                 |
| ---- | ----------------------- | ---- | -- | -- | -- | -- | -- | -- | ---- | -------------------------------------------------------- |
| 1    | Buriram United (C)      | 87   | 34 | 28 | 3  | 3  | 76 | 25 | +51  | Fase de grupos de la Liga de Campeones de AFC 2019       |
| 2    | Bangkok United          | 71   | 34 | 21 | 8  | 5  | 68 | 36 | +32  | 2.ª ronda preliminar de la Liga de Campeones de AFC 2019 |
| 3    | Port                    | 61   | 34 | 19 | 4  | 11 | 73 | 45 | +28  |                                                          |
| 4    | SCG Muangthong United   | 59   | 34 | 16 | 11 | 7  | 65 | 53 | +12  |                                                          |
| 5    | Chiangrai United        | 55   | 34 | 15 | 10 | 9  | 52 | 36 | +16  | 2.ª ronda preliminar de la Liga de Campeones de AFC 2019 |
| 6    | PT Prachuap             | 53   | 34 | 15 | 8  | 11 | 56 | 46 | +10  |                                                          |
| 7    | Nakhon Ratchasima Mazda | 47   | 34 | 13 | 8  | 13 | 36 | 44 | −8   |                                                          |
| 8    | Pattaya United          | 46   | 34 | 13 | 7  | 14 | 50 | 62 | −12  |                                                          |
| 9    | Chonburi                | 46   | 34 | 13 | 7  | 14 | 45 | 53 | −8   |                                                          |
| 10   | Suphanburi              | 46   | 34 | 11 | 13 | 10 | 43 | 35 | +8   |                                                          |
| 11   | Sukhothai               | 43   | 34 | 12 | 7  | 15 | 53 | 63 | −10  |                                                          |
| 12   | Ratchaburi Mitr Phol    | 43   | 34 | 12 | 7  | 15 | 50 | 53 | −3   |                                                          |
| 13   | Chainat Hornbill        | 42   | 34 | 11 | 9  | 14 | 46 | 52 | −6   |                                                          |
| 14   | Bangkok Glass           | 42   | 34 | 11 | 9  | 14 | 55 | 46 | +9   | Descenso a la Liga 2 de Tailandia 2019                   |
| 15   | Police Tero             | 36   | 34 | 10 | 6  | 18 | 53 | 66 | −13  | Descenso a la Liga 2 de Tailandia 2019                   |
| 16   | Navy                    | 30   | 34 | 7  | 9  | 18 | 44 | 85 | −41  | Descenso a la Liga 2 de Tailandia 2019                   |
| 17   | Ubon UMT United         | 26   | 34 | 6  | 8  | 20 | 39 | 58 | −19  | Descenso a la Liga 2 de Tailandia 2019                   |
| 18   | Air Force Central       | 16   | 34 | 4  | 4  | 26 | 32 | 78 | −46  | Descenso a la Liga 2 de Tailandia 2019                   |

 Fuente: Thai League
Criterios de clasificación: 1) Points; 2) Head-to-head points; 3) Head-to-head goals difference; 4) Head-to-head goals scored; 5) Overall goals difference; 6) Overall goals scored; 7) Fair play points; 8) Play-off without extra time;).
Notas:
1. ↑  Chiangrai United qualified to the 2019 AFC Champions League Preliminary round 2 as winners of the 2018 Thai FA Cup.[2]
2. 1 2 3  Head-to-head record (Mini league): Pattaya United 10 pts, Chonburi 6 pts, Suphanburi 1 pt.[3]
3. 1 2  Sukhothai ahead on head-to-head record; Sukhothai 4 pts, Ratchaburi Mitr Phol 1 pt.
4. 1 2  Chainat Hornbill ahead on head-to-head record; Chainat Hornbill 4 pts, Bangkok Glass 1 pt.

### Evolución de la clasificación
| Equipo ╲ Jornada        | 1              | 2  | 3  | 4  | 5  | 6  | 7  | 8  | 9  | 10 | 11 | 12 | 13 | 14 | 15 | 16 | 17 | 18 | 19 | 20 | 21 | 22 | 23 | 24 | 25 | 26 | 27 | 28 | 29 | 30 | 31 | 32 | 33 | 34 |   |
| ----------------------- | -------------- | -- | -- | -- | -- | -- | -- | -- | -- | -- | -- | -- | -- | -- | -- | -- | -- | -- | -- | -- | -- | -- | -- | -- | -- | -- | -- | -- | -- | -- | -- | -- | -- | -- | - |
| Equipo ╲ Jornada        | Buriram United | 4  | 3  | 3  | 1  | 1  | 1  | 1  | 1  | 1  | 1  | 1  | 1  | 1  | 1  | 1  | 1  | 1  | 1  | 2  | 1  | 1  | 1  | 1  | 1  | 1  | 1  | 1  | 1  | 1  | 1  | 1  | 1  | 1  | 1 |
| Bangkok United          | 11             | 7  | 9  | 5  | 7  | 6  | 7  | 9  | 6  | 3  | 2  | 2  | 2  | 2  | 2  | 2  | 2  | 2  | 1  | 2  | 2  | 2  | 2  | 2  | 2  | 2  | 2  | 2  | 2  | 2  | 2  | 2  | 2  | 2  |   |
| Port                    | 1              | 1  | 1  | 3  | 3  | 3  | 2  | 3  | 5  | 8  | 5  | 7  | 4  | 4  | 4  | 3  | 3  | 3  | 3  | 3  | 3  | 3  | 3  | 3  | 3  | 3  | 3  | 4  | 4  | 4  | 4  | 4  | 3  | 3  |   |
| SCG Muangthong United   | 4              | 12 | 6  | 6  | 10 | 7  | 5  | 6  | 3  | 4  | 6  | 4  | 6  | 8  | 6  | 6  | 4  | 4  | 4  | 4  | 4  | 4  | 4  | 5  | 4  | 4  | 4  | 3  | 3  | 3  | 3  | 3  | 4  | 4  |   |
| Chiangrai United        | 5              | 13 | 10 | 12 | 8  | 10 | 12 | 10 | 9  | 6  | 3  | 5  | 11 | 7  | 5  | 5  | 6  | 6  | 6  | 6  | 6  | 6  | 5  | 6  | 5  | 6  | 6  | 6  | 5  | 5  | 5  | 5  | 5  | 5  |   |
| PT Prachuap             | 2              | 11 | 5  | 9  | 5  | 4  | 3  | 2  | 2  | 2  | 4  | 3  | 3  | 3  | 3  | 4  | 5  | 5  | 5  | 5  | 5  | 5  | 6  | 4  | 6  | 5  | 5  | 5  | 6  | 6  | 6  | 6  | 6  | 6  |   |
| Nakhon Ratchasima Mazda | 7              | 10 | 4  | 4  | 4  | 5  | 9  | 5  | 7  | 11 | 7  | 9  | 7  | 9  | 11 | 12 | 11 | 9  | 9  | 10 | 11 | 9  | 8  | 7  | 9  | 8  | 7  | 8  | 8  | 8  | 8  | 10 | 10 | 7  |   |
| Pattaya United          | 18             | 8  | 13 | 8  | 6  | 9  | 8  | 8  | 10 | 7  | 11 | 12 | 13 | 13 | 13 | 14 | 15 | 13 | 12 | 14 | 12 | 11 | 11 | 9  | 10 | 7  | 8  | 7  | 7  | 7  | 7  | 7  | 7  | 8  |   |
| Chonburi                | 16             | 14 | 15 | 14 | 15 | 12 | 10 | 11 | 11 | 12 | 12 | 11 | 10 | 11 | 9  | 8  | 9  | 10 | 8  | 8  | 8  | 7  | 7  | 8  | 8  | 9  | 10 | 9  | 9  | 9  | 9  | 8  | 9  | 9  |   |
| Suphanburi              | 10             | 5  | 7  | 10 | 11 | 8  | 6  | 7  | 8  | 10 | 10 | 10 | 8  | 5  | 7  | 9  | 8  | 8  | 10 | 11 | 9  | 12 | 12 | 12 | 14 | 13 | 12 | 13 | 11 | 12 | 11 | 9  | 8  | 10 |   |
| Sukhothai               | 5              | 2  | 2  | 2  | 2  | 2  | 4  | 4  | 4  | 5  | 8  | 8  | 5  | 6  | 10 | 10 | 10 | 11 | 14 | 13 | 14 | 14 | 14 | 15 | 13 | 15 | 15 | 15 | 15 | 13 | 12 | 13 | 13 | 11 |   |
| Ratchaburi Mitr Phol    | 14             | 9  | 11 | 15 | 16 | 13 | 14 | 12 | 12 | 9  | 9  | 6  | 9  | 10 | 8  | 7  | 7  | 7  | 7  | 7  | 7  | 10 | 9  | 10 | 7  | 10 | 9  | 11 | 12 | 11 | 13 | 11 | 11 | 12 |   |
| Chainat Hornbill        | 9              | 15 | 17 | 17 | 17 | 17 | 16 | 17 | 17 | 16 | 16 | 15 | 14 | 14 | 14 | 11 | 13 | 14 | 13 | 9  | 10 | 8  | 10 | 11 | 11 | 12 | 14 | 12 | 13 | 14 | 14 | 14 | 14 | 13 |   |
| Bangkok Glass           | 15             | 18 | 16 | 13 | 9  | 11 | 13 | 14 | 13 | 13 | 14 | 14 | 15 | 15 | 15 | 15 | 14 | 15 | 15 | 15 | 15 | 15 | 15 | 13 | 12 | 11 | 11 | 10 | 10 | 10 | 10 | 12 | 12 | 14 |   |
| Police Tero             | 12             | 16 | 14 | 16 | 14 | 16 | 17 | 15 | 15 | 14 | 13 | 13 | 12 | 12 | 12 | 13 | 12 | 12 | 11 | 12 | 13 | 13 | 13 | 14 | 15 | 14 | 13 | 14 | 14 | 15 | 15 | 15 | 15 | 15 |   |
| Navy                    | 8              | 4  | 8  | 11 | 12 | 14 | 11 | 13 | 14 | 15 | 15 | 16 | 16 | 16 | 16 | 16 | 17 | 16 | 16 | 16 | 16 | 16 | 16 | 16 | 16 | 16 | 16 | 16 | 16 | 16 | 16 | 16 | 16 | 16 |   |
| Ubon UMT United         | 17             | 6  | 12 | 7  | 13 | 15 | 15 | 16 | 16 | 17 | 17 | 17 | 17 | 17 | 17 | 17 | 16 | 17 | 17 | 17 | 17 | 17 | 17 | 17 | 17 | 17 | 17 | 17 | 17 | 17 | 17 | 17 | 17 | 17 |   |
| Air Force Central       | 13             | 17 | 18 | 18 | 18 | 18 | 18 | 18 | 18 | 18 | 18 | 18 | 18 | 18 | 18 | 18 | 18 | 18 | 18 | 18 | 18 | 18 | 18 | 18 | 18 | 18 | 18 | 18 | 18 | 18 | 18 | 18 | 18 | 18 |   |